# Claude Le Petit
Pour les articles homonymes, voir Le Petit.
Œuvres principales
Le Bordel des Muses ou les neuf pucelles putains (1662)
Claude Le Petit, né à Paris en 1638 (Poitiers ?) et exécuté au bûcher à la Place de Grève à Paris le 1er septembre 1662 (23 ans), est un écrivain et poète français.

## Biographie

### Du renvoi de chez les jésuites au meurtre d'un moine
Fils d’un tailleur d’habits, il fait ses études chez les jésuites puis quitte le collège pour une correction qui lui avait été infligée. S’étant pris de querelle avec un moine, il se cache dans son église, le poignarde avant de s’enfuir à l'étranger.
Pour se faire oublier, il voyage en Espagne, en Italie, en Bohème, en Autriche, en Hongrie, aux Pays-Bas et en Angleterre où il passe sept à huit ans avant de revenir en France.

### Avocat au barreau de Paris
Il s'installe à Paris où il fait des études de droit, vit d’une plume souvent intéressée et se livre à « toutes sortes de débauches » notamment dans le genre de celles de Chausson à la mémoire duquel il rédige en 1661 un sonnet louant sa force d’âme durant son supplice pour sodomie.
Ce qui ne l'empêche point de s'inscrire au barreau de Paris. Il rédige alors son chef-d'œuvre, « Le Bordel des Muses » ou « Les neuf pucelles putains, caprices satyriques de Théophile le Jeune ». Ces pages, a priori, n'étaient destinées qu'à divertir ses amis. Elles furent pourtant proposées à l'impression. Ce fut son malheur.

### La descente de police
Selon certains, un jour d’août 1662, ayant négligé de fermer sa croisée, le vent aurait fait envoler ses papiers, au nombre desquels une chanson impie qu’il avait composée sur la Vierge. Le « poème blasphématoire », fut aussitôt ramassé par un prêtre qui s’empressa de le porter au procureur du roi.
Pour d’autres, l’imprimeur qui devait procéder à l’impression de son Paris ridicule aurait dénoncé à la justice, à la suite d’une querelle, le libraire qui aurait, à son tour, livré l'auteur.
Plus assurée fut la descente de police chez les frères Rebuffé, imprimeurs à Paris, rue Saint-Germain, près du Pont-Neuf. Les argousins saisirent et détruisirent les feuilles et les morasses de l'ouvrage qui était sous presse.
L'auteur fut arrêté et incarcéré tout de suite après. Une perquisition ordonnée à son domicile découvrit le brouillon de chansons pernicieuses qui couraient manuscrites dans Paris.

### Une condamnation à mort programmée
Cet athée, libertin et libre-penseur passa rapidement en procès. Non pour ses licences verbales, ses vers gaillards ou ses portraits libidineux et luxurieux mais pour la mise en cause des mœurs de la famille royale et de Mazarin.
Dès le 26 août, le Lieutenant civil Daubray écrivit au chancelier Séguier qu'il fallait faire un exemple. L'instruction de son procès et l'arrêt de la Chambre criminelle du Châtelet furent rapides : l'accusé était condamné à être brûlé vif en place de Grève après avoir eu le poing coupé par le bourreau.
L'appel du poète fut rejeté, la Cour du Parlement l'auditionna le 30 août et confirma la sentence le lendemain. Les parlementaires statuèrent seulement que le condamné serait discrètement étranglé avant d'être livré aux flammes. Il monta sur le bûcher le 1er septembre 1662.

### Un témoignage contemporain
François Colletet a rapporté :

« Ce jourd’hui premier jour de septembre fust bruslé en place de Grève, à Paris, après avoir eu le poing coupé, fait amende honorable devant Nostre-Dame de Paris esté étranglé Claude Petit, advocat en Parlement, auteur de L’Heure du Berger, et de L’Escole de l’Interest pour avoir fait un livre intitulé : Le Bordel des Muses, escrit l’Apologie de Chausson, le Moyne renié et autres compositions de vers et de prose pleine d’impiétés et de blasphèmes, contre l’honneur de Dieu, de la Vierge et de l’Estat. Il estoit âgé de vingt et trois ans et fut fort regretté des honnestes gens à cause de son bel esprit qu’il eust peu employer à des choses plus dignes de lecture. »

### L'édition posthume

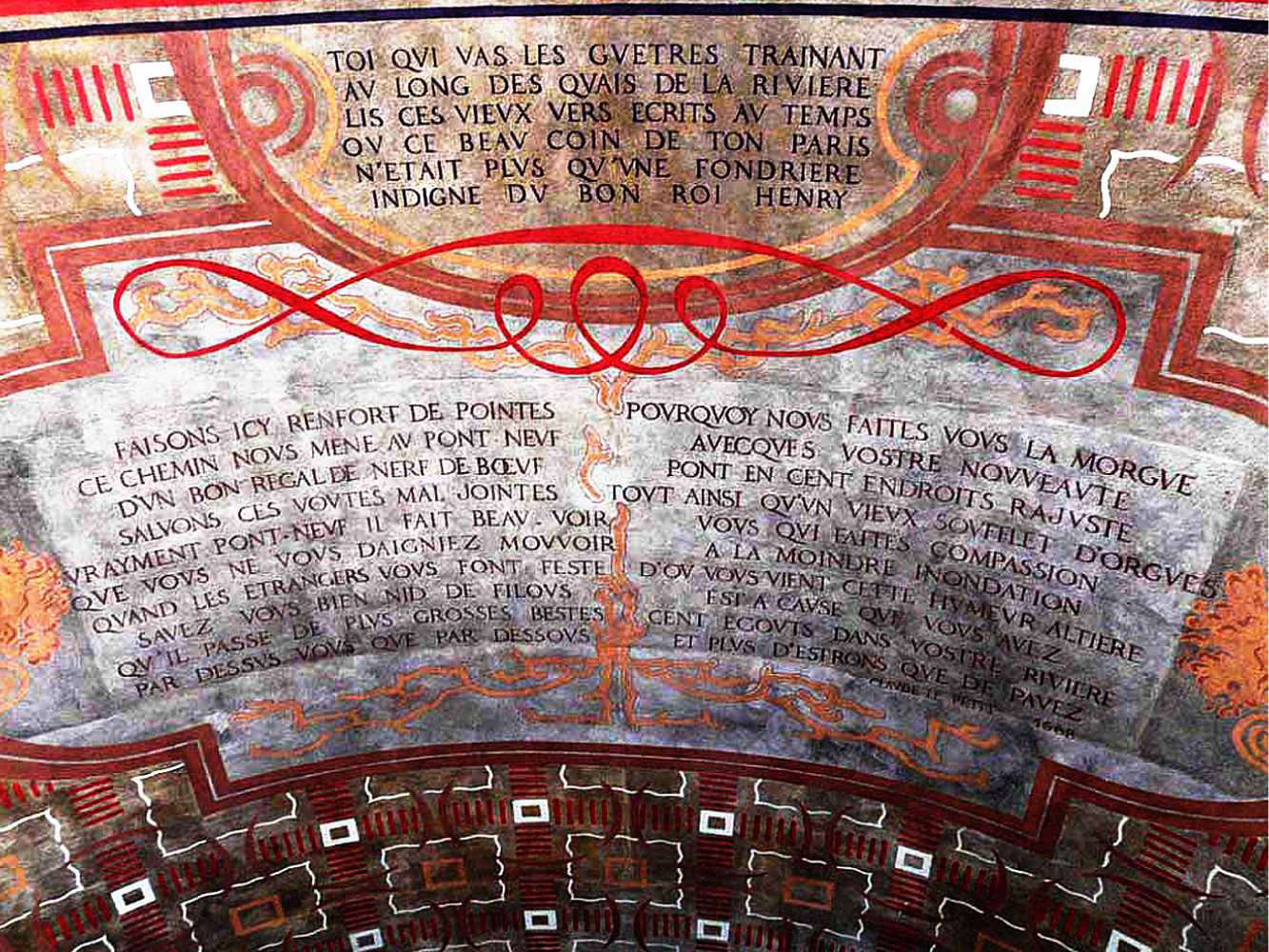
Poème de Claude Le Petit au Pont Neuf 1668.

Alors que les « honnêtes gens » pensaient en avoir fini, en 1663, paraissait à Leyde une édition du Bordel des Muses. Le poète avait fait parvenir à l'un de ses amis, le baron de Schildebeck, une copie de son manuscrit. Celui-ci l'avait fait imprimer, en sa mémoire, et un exemplaire fut archivé à la Bibliothèque nationale sous la cote Ye 4920.
Ce document disparut au milieu du XIXe siècle peu après que des copies en eurent été faites par les dénommés Édouard Tricotel et Alfred Bégis. Ce fut grâce à leur travail que put paraître, en 1910, les Œuvres libertines de Claude Le Petit, éditées par Frédéric Lachèvre à 200 exemplaires.

### La portée de ses œuvres
Les rares privilégiés découvrirent que ses vers fustigeaient les amours d'Anne d'Autriche et de son premier ministre, les tendances italiennes sinon socratiques du jeune Louis XIII, l'intempérance de l'abbé Pansier, bâtard de Henri IV.
D'après sa table des matières, Le Bordel des Muses était composé de soixante et treize sonnets, stances, chansons, rondeaux, madrigaux et épigrammes plus cinq grands poèmes consacrés à des capitales : Paris ridicule, Madrid ridicule, Londres Ridicule, Vienne ridicule et Venise ridicule. Ne nous sont parvenus que huit des petits poèmes et deux grands (Paris et Madrid).
Selon Pascal Pia :

« Ce qui nous reste de l'infortuné Le Petit permet de se représenter l'ampleur de ses ressources poétiques. Son Paris ridicule montre, en plusieurs endroits,qu'en dépit de sa jeunesse, il était un maître dans l'art des vers et qu'il n'élevait pas trop de prétention outrecuidante en se présentant comme un nouveau Théophile. On peut estimer qu'il eût largement surclassé Théophile s'il eût vécu quelques années de plus. »

### Une poésie à découvrir
| Sonnet foutatif Foutre du cul, foutre du con, Foutre du Ciel et de la Terre, Foutre du diable et du tonnerre, Et du Louvre et de Montfaucon. Foutre du temple et du balcon, Foutre de la paix et de la guerre, Foutre du feu, foutre du verre, Et de l'eau et de l'Hélicon. Foutre des valets et des maistres, Foutre des moines et des prestres, Foutre du foutre et du fouteur. Foutre de tout le monde ensemble, Foutre du livre et du lecteur, Foutre du sonnet, que t'en semble ? | Virelay Si la fille point ne fille, Ny n'enfle point sa roupille Et ne cause ny soupçon, Ny murmure, ny bisbille, Ny querelle, ny castille, Dans une honneste famille, Une telle péccadille Ne vaut pas qu'on sourcille : Le garçon est pour la fille, La fille pour le garçon. Qu'on me frotte, qu'on m'étrille, Qu'on me berne, qu'on me quille, Qu'on me brusle, qu'on me grille, Qu'on me pende ou me pendille, Je diroy cette chanson : Le garçon est pour la fille, La fille pour le garçon. |

Pour découvrir le « Sonnet Sur la Mort de Chausson » en l'honneur de l'ancien douanier condamné au bûcher pour sodomie. voir 